# بالكونتشان
بلدية بالكونتشان (بالإسبانية: Balconchán) هي بلدية تقع في مقاطعة سرقسطة التابعة لمنطقة أراغون شمال شرق إسبانيا.

## الديموغرافيا
بلغ عدد سكان بلدية بالكونتشان 15 نسمة عام 2011 (وفقاً للمعهد الوطني الإسباني للإحصاء).
| 34 | 27 | 24 | 15 | 13 | 11 | 15 |